# Zaak-Eric O.
De zaak-Eric O. betreft de vervolging van de Nederlandse marinier Eric O. (ca. 1960) die in 2003 en 2004 deelnam aan de missie Stabilisation Force Iraq en betrokken was bij een schietincident op 27 december 2003. Hierover ontstond, met name in militaire kringen, veel commotie. Hij werd in oktober 2004 vrijgesproken door de militaire kamer van de rechtbank te Arnhem. Reden voor de vrijspraak was dat het Openbaar Ministerie niet aannemelijk had kunnen maken dat de marinier onterecht waarschuwingsschoten had gelost. Volgens de rechtbank had de verdachte onder moeilijke omstandigheden gehandeld. Het gerechtshof te Arnhem bevestigde dit vonnis op 4 mei 2005. Hij kreeg een schadevergoeding van tienduizend euro. Sindsdien worden militairen bij een strafrechtelijk onderzoek naar een schietincident in eerste instantie als getuige gezien. Tijdens de rechtszaken werd O. bijgestaan door strafrechtadvocaat Geert-Jan Knoops.
Eerder was O. actief in Bosnië als lid van de Bijzondere Bijstandseenheid.

## Achterhouden bewijsmateriaal
De actualiteitenrubriek NOVA berichtte op 31 maart 2007 dat sergeant-majoor John Hoekendijk aangifte had gedaan van bedreiging en intimidatie bij het onderzoek naar het schietincident waar Eric O. voor vervolgd was. Op 11 april 2007 maakte het OM te Arnhem bekend een onderzoek in te stellen naar de vraag of bewijsmateriaal was achtergehouden en of getuigen waren geïntimideerd. Op 19 december 2007 berichtte NOVA dat de rechter in de strafzaak misleid was door getuigen en dat bewijsmateriaal was achtergehouden. NOVA leidde dit af uit opnames van gesprekken met mariniers die aanwezig waren bij het schietincident.
Het lichaam van de gedode Irakees had volgens de schouwarts een inschotopening op de rug en een uitschotopening in het gelaat waarbij het linkeroog en een deel van het gelaat totaal verdwenen waren.
Het was daarmee duidelijk dat de man in de rug geschoten was, wat nooit kon wijzen op noodweer.
Dit belangrijkste bewijsstuk werd voordat de Koninklijke Marechaussee aldaar er onderzoek op had kunnen doen, vrijgegeven door een officier van het Korps Mariniers die hiertoe niet bevoegd was.
Alleen het rapport van de arts was dus nog aanwezig toen de Marechaussee ter plaatse kwam. Van opgraven van het lichaam kwam het niet omdat dit volgens de islam, de heersende godsdienst in Irak, uit den boze is.

## Nieuwe schadevergoeding
De Nederlandse Staat zegde Eric O. op 28 november 2008 een nieuwe schadevergoeding toe. De advocaat van de marinier en het OM kwamen daarover in een schikking overeen. Het OM wilde zo bijdragen aan het herstel van de goede naam van de militair. De hoogte van de vergoeding is niet bekendgemaakt. Eric O. had 450.000 euro geëist.

## Boek
O.'s advocaat Knoops schreef een boek over de zaak, Het tweede schot: het ware verhaal over Eric O. (2006, ISBN 90-229-9241-1).